# Haus der Lüge
Haus der Lüge – piąty album studyjny (lp) niemieckiej awangardowo-eksperymentalnej grupy Einstürzende Neubauten, wydany w 1989 roku. 

## Utwory
1. Prolog	- 1:50
2. Feurio! 	- 6:02
3. Ein Stuhl in der Hölle	- 2:09
4. Haus der Lüge	 - 4:00
5. Epilog	- 0:28
6. Fiat Lux (Fiat Lux, Maifestspiele, Hirnlego)	- 12:24
7. Schwindel	- 3:58
8. Der Kuss	- 3:37

Wersja CD zawiera dodatkowe utwory
- Feurio! (Remix) - 	4:47
- Feurio! (Türen offen)	- 4:47
- Partymucke	- 3:52

## Skład
- Blixa Bargeld
- N.U. Unruh
- Alexander Hacke
- Marc Chung
- F.M. Einheit